# در کشوری که گنگا زندگی می‌کند
در کشوری که گنگا زندگی می‌کند (به هندی: Jis Desh Mein Ganga Rehta Hain) فیلمی محصول سال ۲۰۰۰ و به کارگردانی ماهش مانجرکار است. در این فیلم بازیگرانی همچون گوویندا، سونالی بندره، رینکی خانا، شیواجی ساتام، ریما لاگو، شاکتی کاپور، هیمانی شیوپوری، راجندرا گوپتا ایفای نقش کرده‌اند.